# Monarquias na Ásia
Esta página lista todas as atuais monarquias do continente asiático. Tal continente tem mais monarcas absolutas do que qualquer outro continente do mundo.

## Monarquias
- Reino do Bahrein
- Reino do Butão
- Estado do Brunei Darussalam
- Reino do Camboja
- Estado do Japão
- Reino Hachemita da Jordânia
- Estado do Kuwait
- Yang di-Pertuan Agong da Malásia:
  - Reino de Perlis
  - Sultanato de Kedah
  - Sultanato de Perak
  - Sultanato de Selangor
  - Sultanato de Kelantan
  - Sultanato de Johore
  - Sultanato de Pahang
  - Sultanato de Terengganu
  - Monarquia eletiva de Negeri Sembilan
    - Luak (Chiefdom) de Sungai Ujong
    - Luak (Chiefdom) de Jelebu
    - Luak (Chiefdom) de Johol
    - Luak (Chiefdom) de Rembau
    - (Chiefdom) de Tampin
- Sultanato de Omã
- Estado do Catar
- Reino da Arábia Saudita
- Reino da Tailândia
- Emirados Árabes Unidos
- Sultanato de Yogyakarta, na Região Especial de Yogyakarta da Indonésia
- Ducado de Paku Alaman, na Região Especial de Yogyakarta na Indonesia

## MonarquiasConstituinte

### Emirados Árabes Unidos
Os Emirados Árabes Unidos consistem de sete emirados que são todos governados por monarcas absolutos. O Presidente dos Emirados Árabes Unidos é um cargo ocupado pelo governante de Abu Dhabi e a função de primeiro-ministro é realizada pelo governante de Dubai. Os sete emirados dos Emirados Árabes Unidos são os:
- Emirado de Abu Dhabi
- Emirate of Ajman
- Emirado de Sharjah
- Emirado de Dubai
- Emirado de Ras al-Khaimah
- Emirado de Umm al Qaywayn
- Emirado de Al Fujayrah

### Malásia
Malásia, onde o Yang di-Pertuan Agong (Líder Supremo) é eleito para um mandato de cinco anos. Nove governantes hereditários do Estados Malaio formam um Conselho de Governantes, que irão determinar o próximo Agong através de uma votação secreta. A posição tem até à data, foram de facto rodado através dos governantes do Estado, originalmente baseada na antiguidade. Os onze Estados malaios são;
- Estados (capitais estaduais entre parênteses):
  -  Sultanato de Johor (Johor Bahru)
  -  Sultanato de Quedá (Alor Star)
  -  Sultanato de Kelantan (Kota Bharu)
  -  Sultanato de Pahang (Kuantan)
  -  Sultanato de Perak (Ipoh)
  -  Sultanato de Selangor (Shah Alam)
  -  Sultanato de Terengganu (Kuala Terengganu)
  -  Monarquia Eletiva de Negeri Sembilan (Seremban)
  -  Reino of Perlis (Kangar)
  -  Malaca (Malaca)
  -  Penang (George Town)

## Atuais Monarcas da Ásia
- Imperador Naruhito é o atual Imperador do Japão.
- Jigme Khesar Namgyal Wangchuck é o atual Rei Dragão de Butão.
- Norodom Sihamoni é o atual Rei do Camboja.
- Maha Vajiralongkorn (Rama X) é o atual Rei Tailândia
- Abdullah II é o atual Rei da Jordânia.
- Mishal Al-Ahmad Al-Jaber Al-Sabah é o atual Emir do Kuwait.
- Haitham bin Tariq Al Said é o atual Sultão de Omã.
- Hamad bin Isa al-Khalifa é o atual Rei do Bahrein.
- Tamim bin Hamad al-Thani é o atual Emir de Catar.
- Hamengkubuwana X é o atual Sri Sultão de Yogyakarta na Indonésia.
- Muhammad V de Kelantan é o atual Yang di-Pertuan Agong da Malásia.
- Hassanal Bolkiahé o atual Sultão do Brunei.
- Salman bin Abdulaziz Al Saud é o atual Rei da Arábia Saudita e o Guardião das Mesquitas Sagradas
- Sheikh Khalifa é o atual presidente dos Emirados Árabes Unidos e Sheikh Mohammed é o atual primeiro-ministro e vice-presidente. Sheikh Khalifa é o atual Emir de Abu Dhabi e Sheikh Mohammed é o atual Emir de Dubai.

### Galeria dos Monarcas Asiáticos

Asia's monarchs
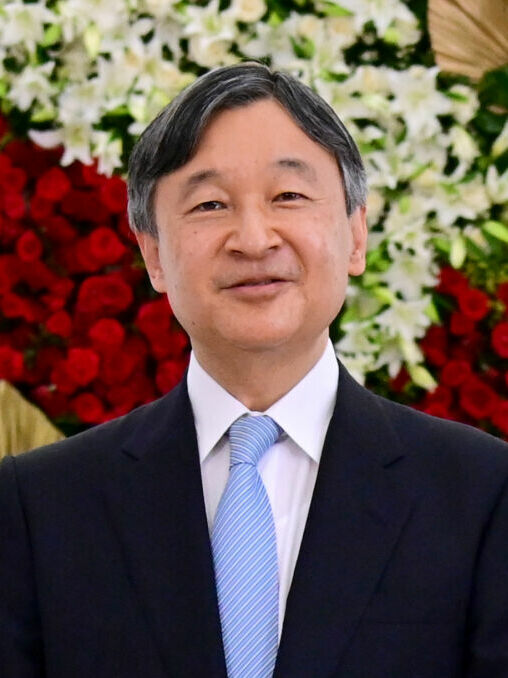
Naruhito, Imperador do Japão
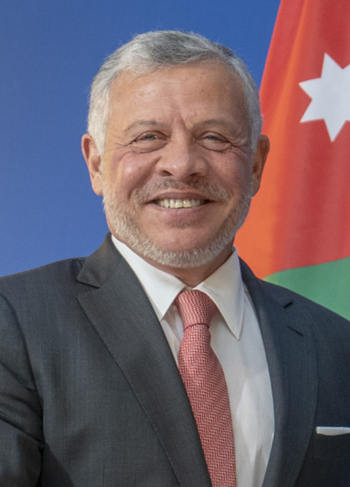
Abdullah II, Rei da Jordânia
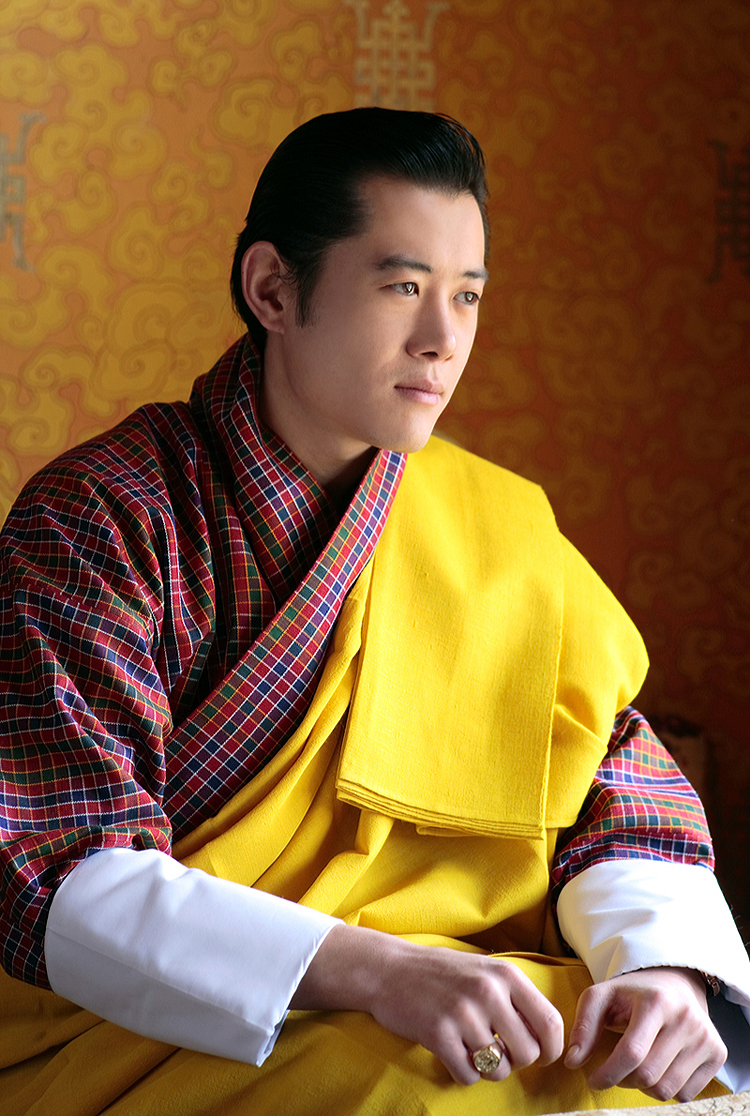
Jigme Wangchuck, Rei Dragão de Butão
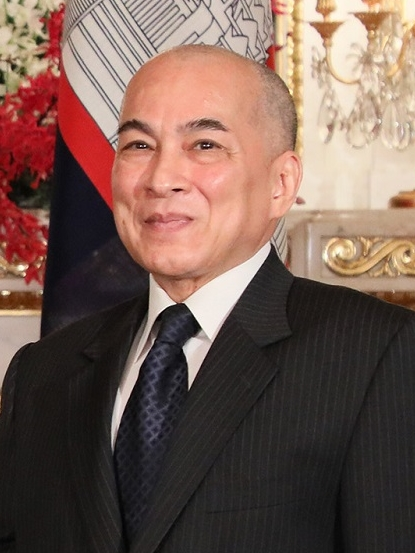
Norodom Sihamoni, Rei do Camboja
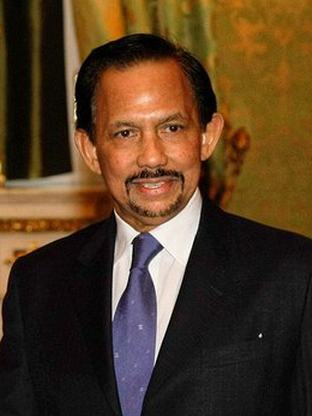
Hassanal Bolkiah, Sultão do Brunei
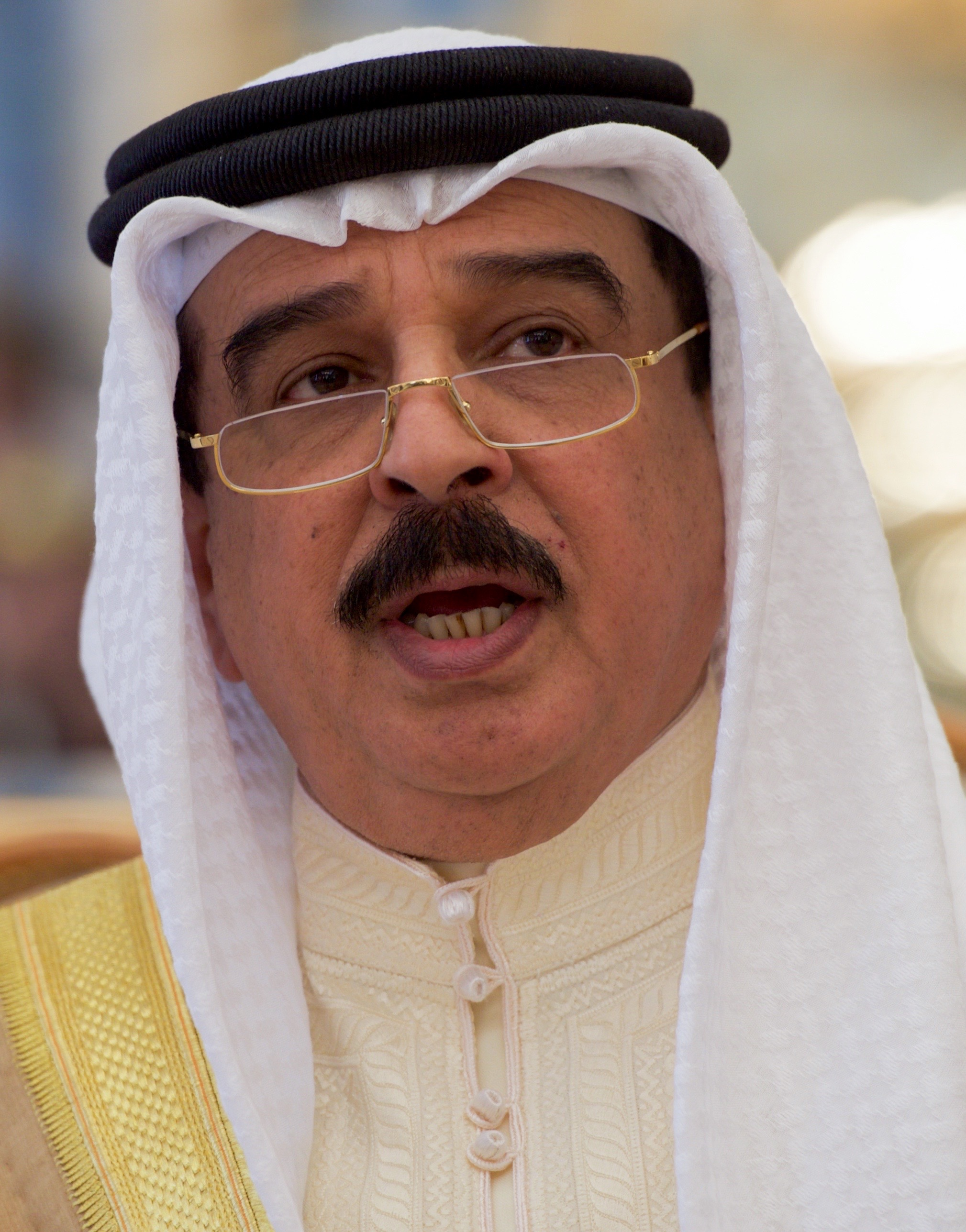
Hamad ibn Isa Al Khalifah, Rei do Bahrein
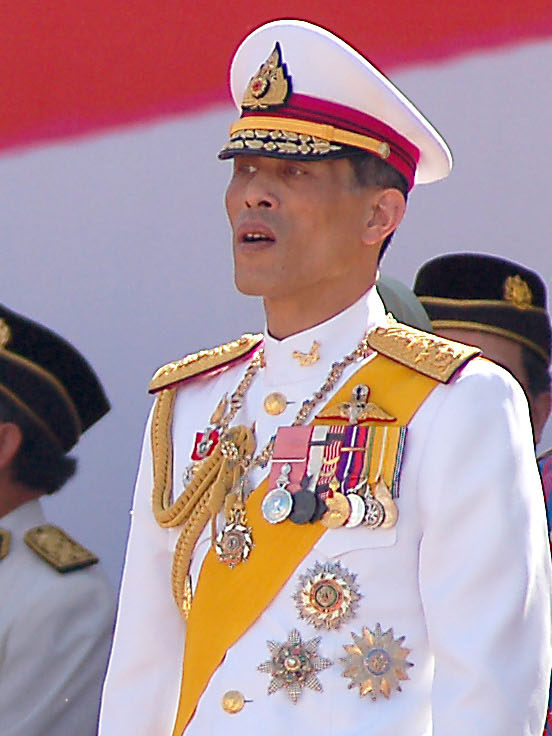
Maha Vajiralongkorn (Rama X), Rei da Tailândia
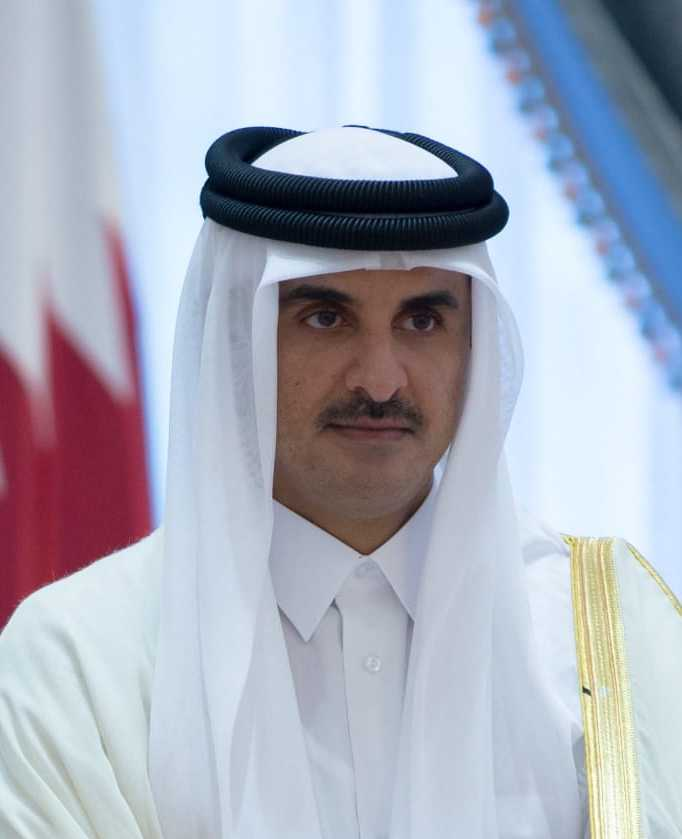
Tamim bin Hamad al-Thani, Emir de Catar
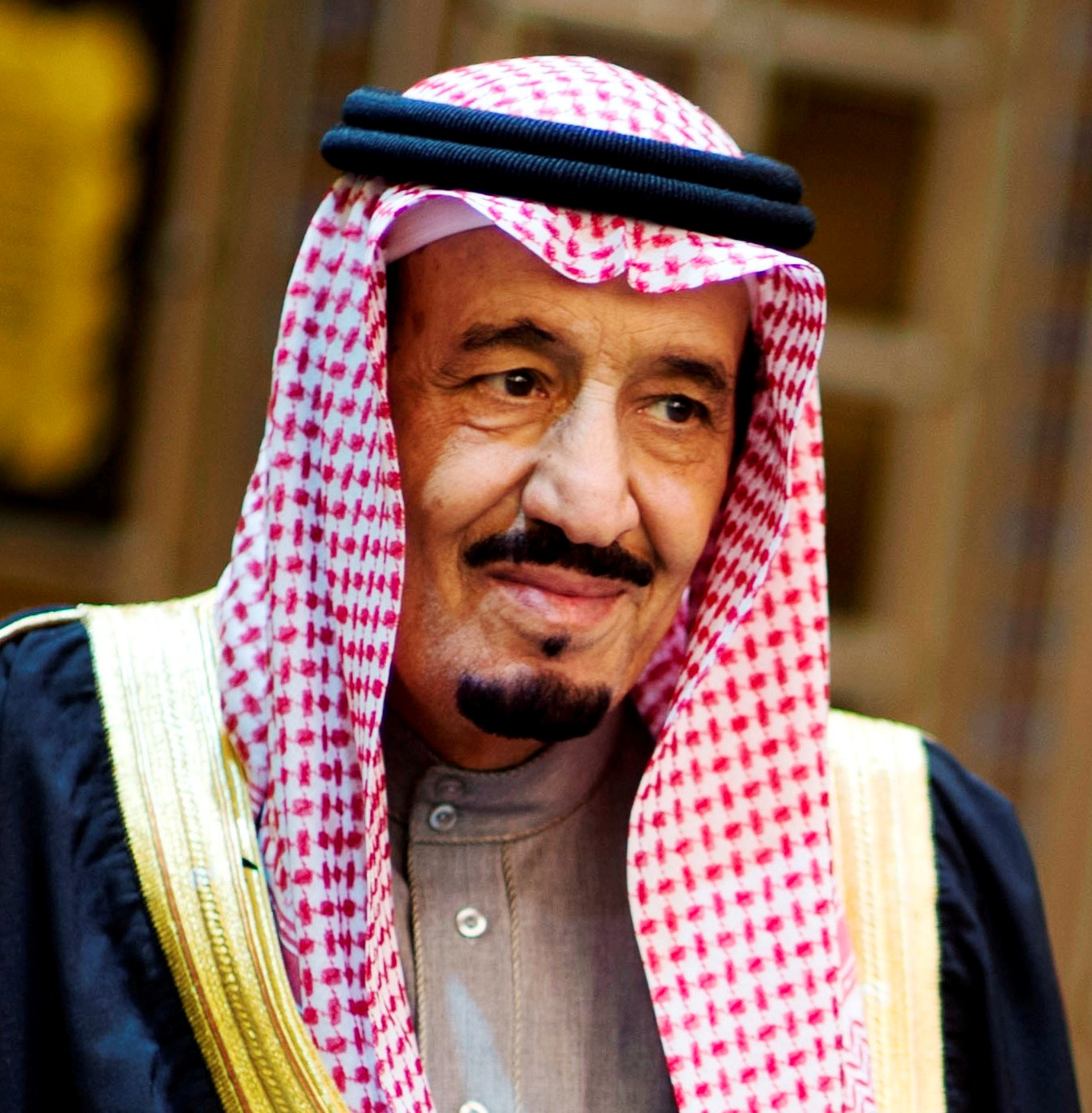
Salman bin Abdulaziz Al Saud, Rei da Arábia Saudita
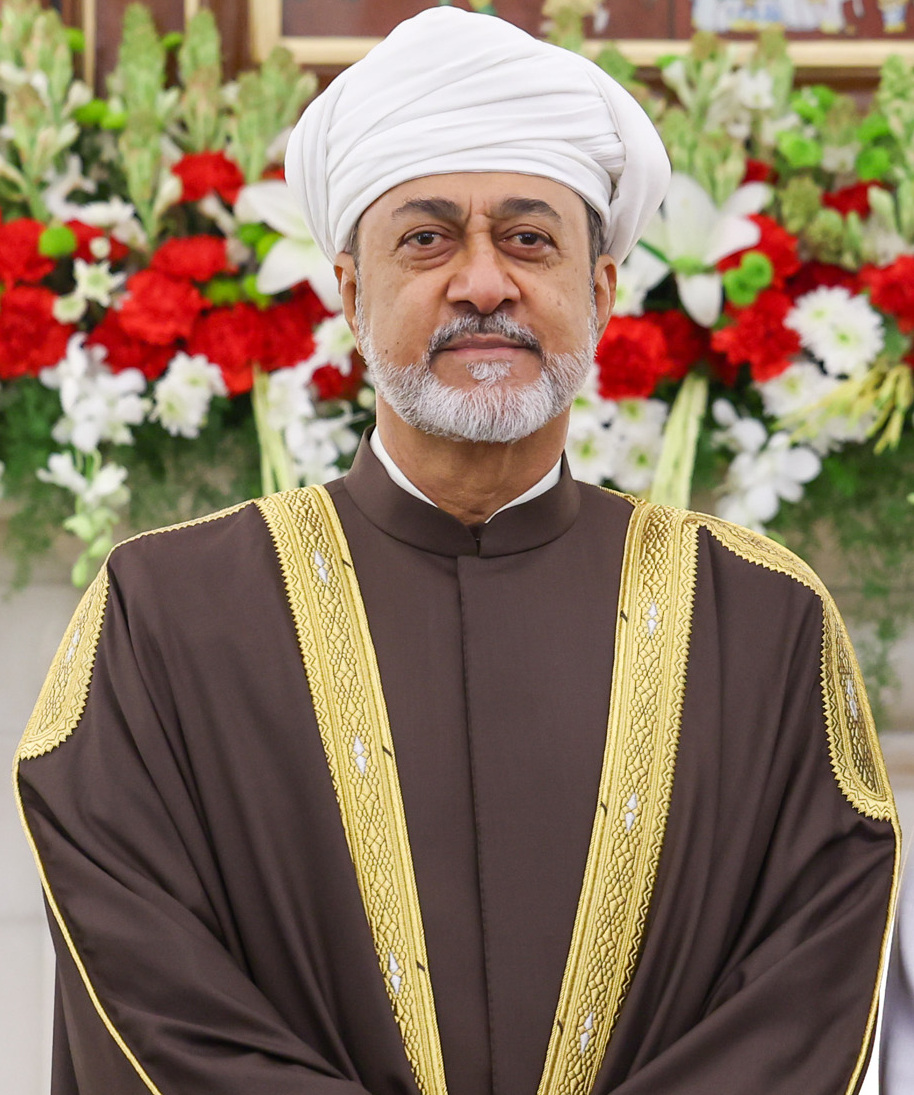
Haitham bin Tariq Al Said, Sultão de Omã

### Galeria dosPríncipesdosEmirados Árabes Unidos

Príncipes do Emirados Árabes Unidos
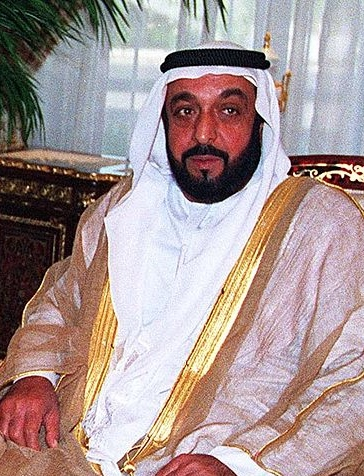
Sheikh Khalifa of Abu Dhabi
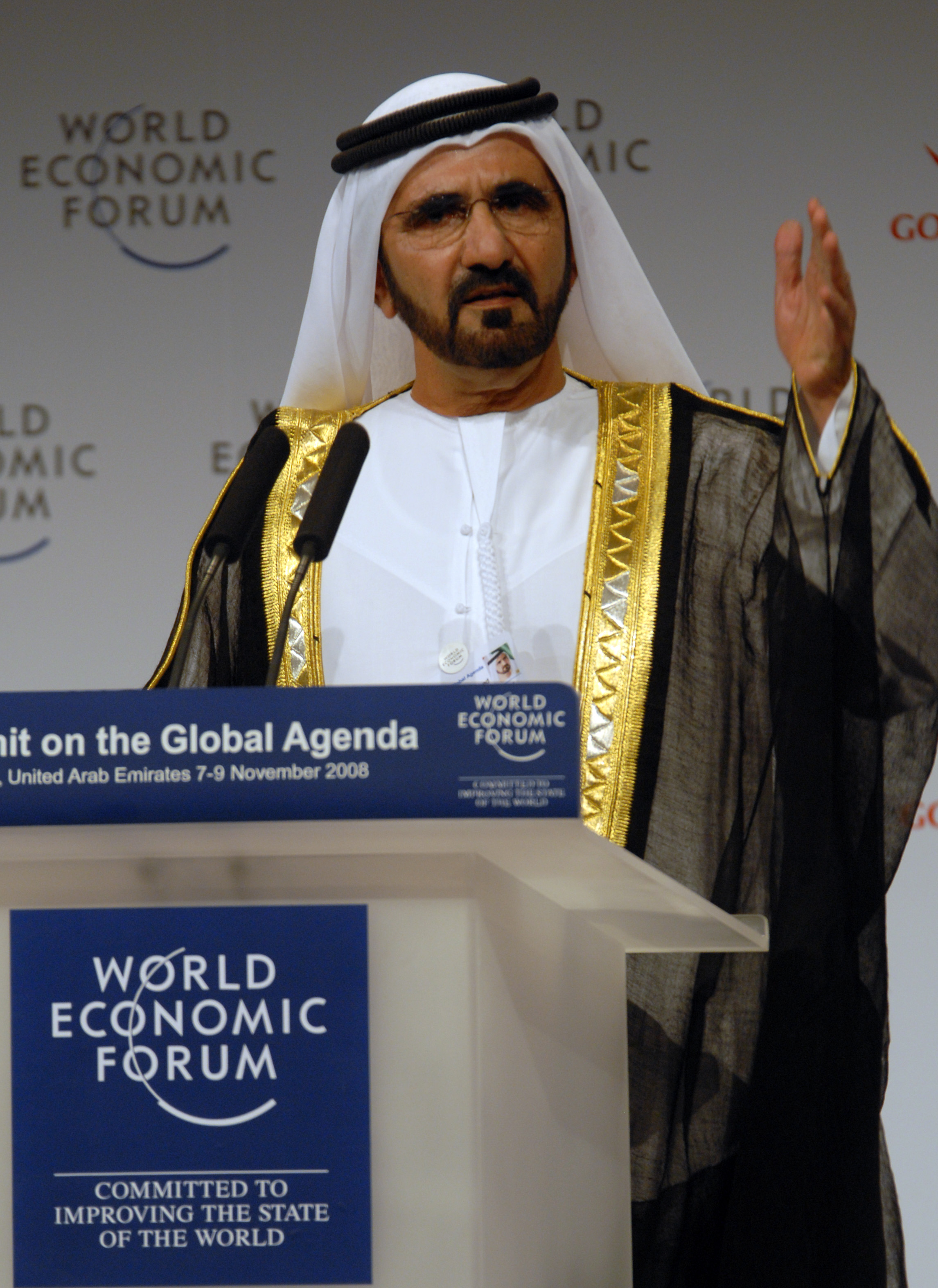
Sheikh Mohammed of Dubai

Nota: Sheikh Humaid bin Rashid Al Nuaimi de Ajman, Saud bin Rashid Al Mu'alla de Umm al Qaywayn, Saqr bin Mohammad al-Qassimi de Ras al-Khaimah e Hamad bin Mohammed Al Sharqi de Al Fujayrah não são retratados.

## Tabela das monarquias na Ásia
| Estado                 | Tipo      | Sucessão                                                 | Em exercício                                   | nascido           | Idade | Reina desde                                    | Herdeiro aparente |
| ---------------------- | --------- | -------------------------------------------------------- | ---------------------------------------------- | ----------------- | ----- | ---------------------------------------------- | --- |
| Bahrein                | Reino     | Primogenitura agnatícia                                  | Hamad bin Isa Al Khalifa                       | 28 Jan 1950       | 75    | 6 Mar 1999 (como emir) 14 Fev. 2002 (como Rei) | Herdeiro aparente: Xeque Salman bin Hamad bin Isa Al Khalifa, Príncipe da Coroa do Barém (Filho mais velho) |
| Butão                  | Reino     | Primogenitura masculina                                  | Jigme Khesar Namgyel Wangchuck                 | 21 Fev. 1980      | 45    | 14 Dez. 2006                                   | Herdeiro presuntivo: Príncipe Jigyel Ugyen Wangchuck (irmão mais novo) |
| Brunei                 | Sultanato | Primogenitura agnatícia                                  | Hassanal Bolkiah                               | 15 Jul 1946       | 78    | 4 Out. 1967                                    | herdeiro aparente: Al-Muhtadee Billah, Príncipe da Coroa do Brunei (filho mais velho) |
| Camboja                | Reino     | Monarquia eletiva com primogenitura agnática hereditária | Norodom Sihamoni                               | 14 Mai 1953       | 71    | 14 Out 2004                                    | Nenhum; nomeado pelo Conselho Real do trono entre os membros da família Real |
| Japão                  | Império   | Primogenitura agnatícia                                  | Naruhito                                       | 23 Fev 1960       | 61    | 1 May 2019                                     | Herdeiro aparente: Fumihito, Principe Akishino (Irmão) |
| Jordânia               | Reino     | Primogenitura agnatícia                                  | Abdullah II bin al-Hussein                     | 30 Jan 1962       | 63    | 7 Fev. 1999                                    | Herdeiro aparente: Príncipe herdeiro da Jordânia (filho mais velho) |
| Kuwait                 | Emirado   | monarquia eletiva com primogenitura agnática hereditária | Nawaf Al-Ahmad Al-Jaber Al-Sabah               | 25 Jun 1937       | 83    | 30 Sep 2020                                    | Herdeiro aparente; Mishal Al-Ahmad Al-Jaber Al-Sabah |
| Malásia                | Reino     | Monarquia Eletiva                                        | Ibrahim Ismail de Johor                        | 22 de nov de 1958 | 65    | 31 Jan 2019                                    | Nenhum; nomeado pela Conferência dos Governantes em cinco anos, ou após a morte do Rei |
| Omã                    | Sultanato | Primogenitura agnatícia                                  | Haitham bin Tarik                              | 11 Oct 1955       | 65    | 11 Jan 2020                                    | Nenhum; Caso o Rei não tenha filhos para que o suceda o herdeiro será nomeado os membros da Família Real depois da morte do Rei, caso não haja nenhum consenso prevalecerá a preferência do Rei (expressa em uma carta oficial) |
| Catar                  | Emirado   | Primogenitura agnatícia                                  | Hamad bin Khalifa Al Thani                     | 1 Jan 1952        | 73    | 27 Jun 1995                                    | Herdeiro aparente: Tamim bin Hamad Al Thani, Príncipe Herdeio de Catar (filho; nomeado pelo rei reinante entre os membros da Família Real)                                                                                      |
| Arábia Saudita         | Reino     | Primogenitura agnatícia                                  | Salman bin Abdulaziz Al Saud                   | 31 Dez. 1935      | 89    | 23 Jan. 2015                                   | Herdeiro aparente: Mohammad bin Salman(nomeado por consenso entre os membros da Família Real) |
| Tailândia              | Reino     | Primogenitura masculina                                  | Maha Vajiralongkorn (Rama X)                   | 28 Jul. 1952      | 72    | 13 out 2016                                    | Herdeiro aparente: Dipangkorn Rasmijoti, principe herdeiro da Tailândia (filho) |
| Emirados Árabes Unidos | Emirado   | Monarquia Eletiva                                        | Khalifa bin Zayed Al Nahyan, Emir of Abu Dhabi | 25 Jan 1948       | 77    | 3 Nov 2004                                     | Nenhum; nomeado por sete emires dos Emirados Árabes Unidos (normalmente o Emir de Abu Dhabi é sempre apontado como Presidente, enquanto o Emir de Dubai é sempre apontado como primeiro-ministro                                |